# Adelaide Claxton
Adelaide Sophia Claxton (Londres, 10 de maio de 1841 - 29 de agosto de 1927) foi uma pintora, ilustradora e inventora britânica. Ela foi uma das primeiras artistas mulheres a ganhar a maior parte de sua vida na imprensa comercial, vendendo ilustrações satíricas e cômicas para mais de seis periódicos. 

## Vida pessoal
Claxton nasceu em Londres, uma das duas filhas talentosas do pintor britânico Marshall Claxton; Adelaide e sua irmã Florence seguiram o pai para se tornarem pintoras. No entanto, ela não compartilhou o gosto do pai por grandes pinturas a óleo. Ela estudou arte na Cary's School, na área de Bloomsbury, em Londres, onde começou a se concentrar na pintura de figuras em aquarela.
Em 1850 ela viajou com sua família para a Austrália, onde permaneceu por quatro anos antes de retornar à Inglaterra passando por Calcutá, na Índia. 

## Carreira

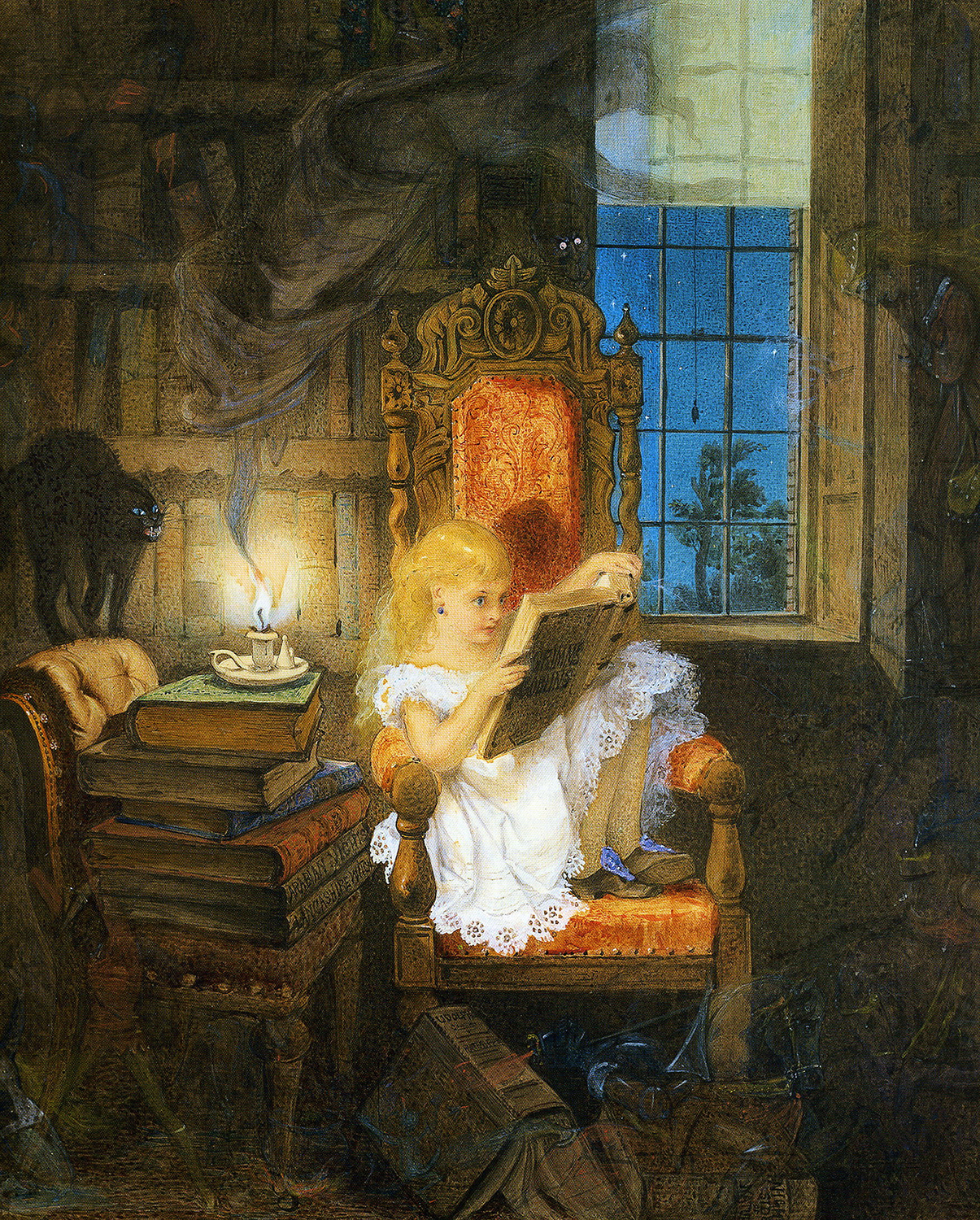
Adelaide Claxton, país das maravilhas.

As pinturas de Claxton combinam cenas da vida doméstica com elementos literários ou de fantasia, como fantasmas e sonhos. Ela começou a exibir seu trabalho no final da década de 1850 na Society of Women Artists, e 1896 exibiu várias vezes na Royal Academy of Arts, Royal Hibernian Academy e Royal Society of British Artists, bem como na Society of Women Artists. Uma de suas obras, A Midsummer Night's Dream at Hampton Court (O sonho de uma noite de verão em Hampton Court), era tão popular que ela acabou pintando 5 cópias; outro, Little Nell, ela copiou 13 vezes. O país das maravilhas, uma pintura que mostra uma garotinha lendo contos dos Irmãos Grimm à luz de velas, é muito reproduzida. O pintor inglês Walter Sickert baseou sua pintura a óleo She Was the Belle of the Ball  em um de seus trabalhos.

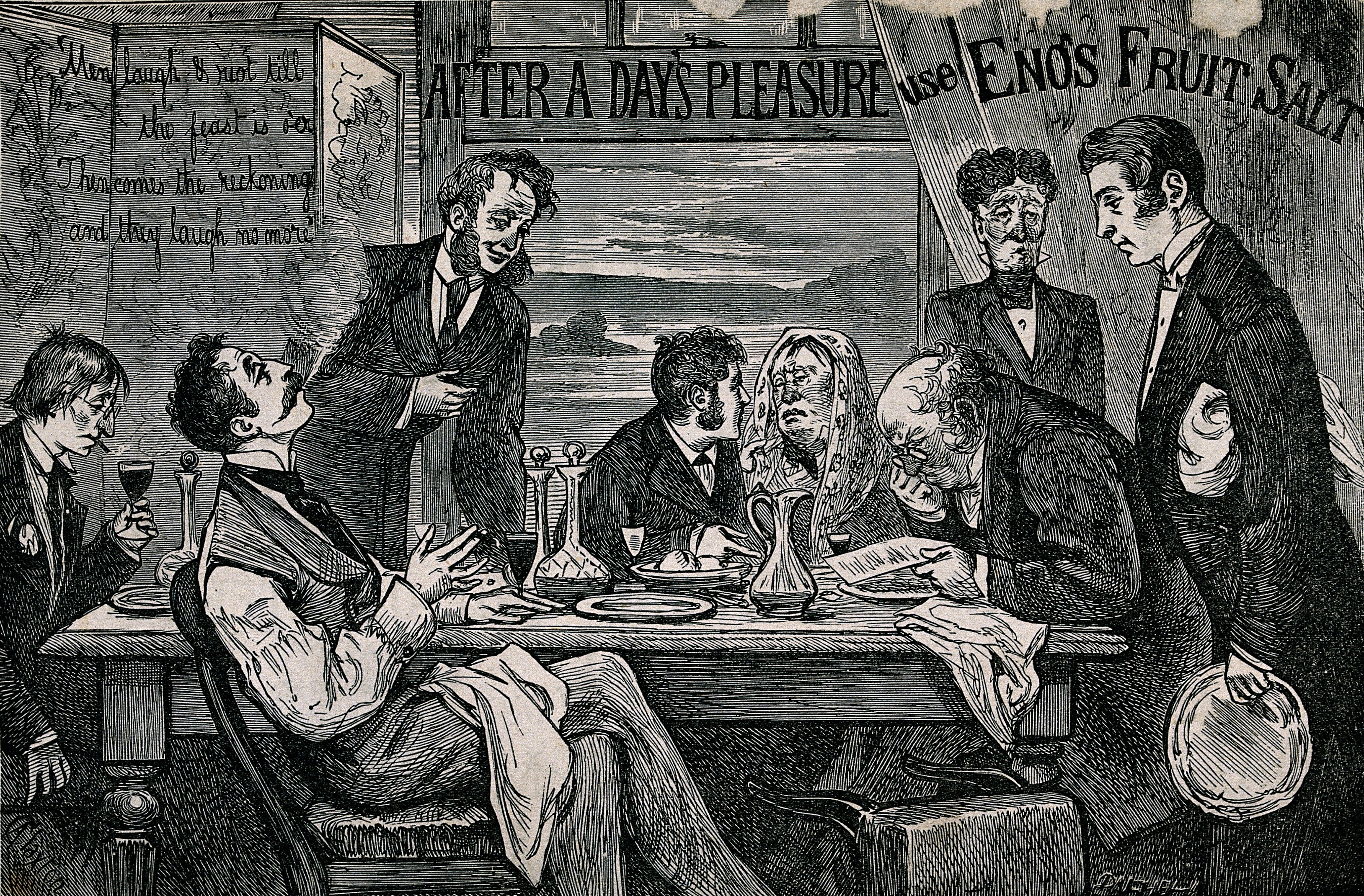
Um anúncio para o sal de frutas do Eno; gravura em madeira segundo Adelaide Claxton.

Claxton ganhou a vida em parte através de suas pinturas e em parte vendendo ilustrações cômicas e desenhos satíricos da alta sociedade para revistas populares como Bow Bells, The Illustrated London News, London Society, Judy (onde ela era uma das principais ilustradoras), e vários outros. Ela foi uma das primeiras artistas britânicas a trabalhar regularmente no mercado de revistas, onde foi paga na ordem de 2 a 7 libras por ilustração. Já em 1859, o Illustrated Times mostrava sua pintura The Standard-Bearer em sua capa. Claxton também foi autora de dois livros ilustrados, A Shillingsworth of Sugar-Plums (1867; anunciado de maneira intrigante como contendo "várias centenas de Num-nums e Nicy-nicies") e Brainy Odds and Ends (1904; um compêndio de lemas e afins).
O trabalho de Claxton está na coleção da Walker Art Gallery, Liverpool e outras instituições artísticas.

## Casamento e invenções

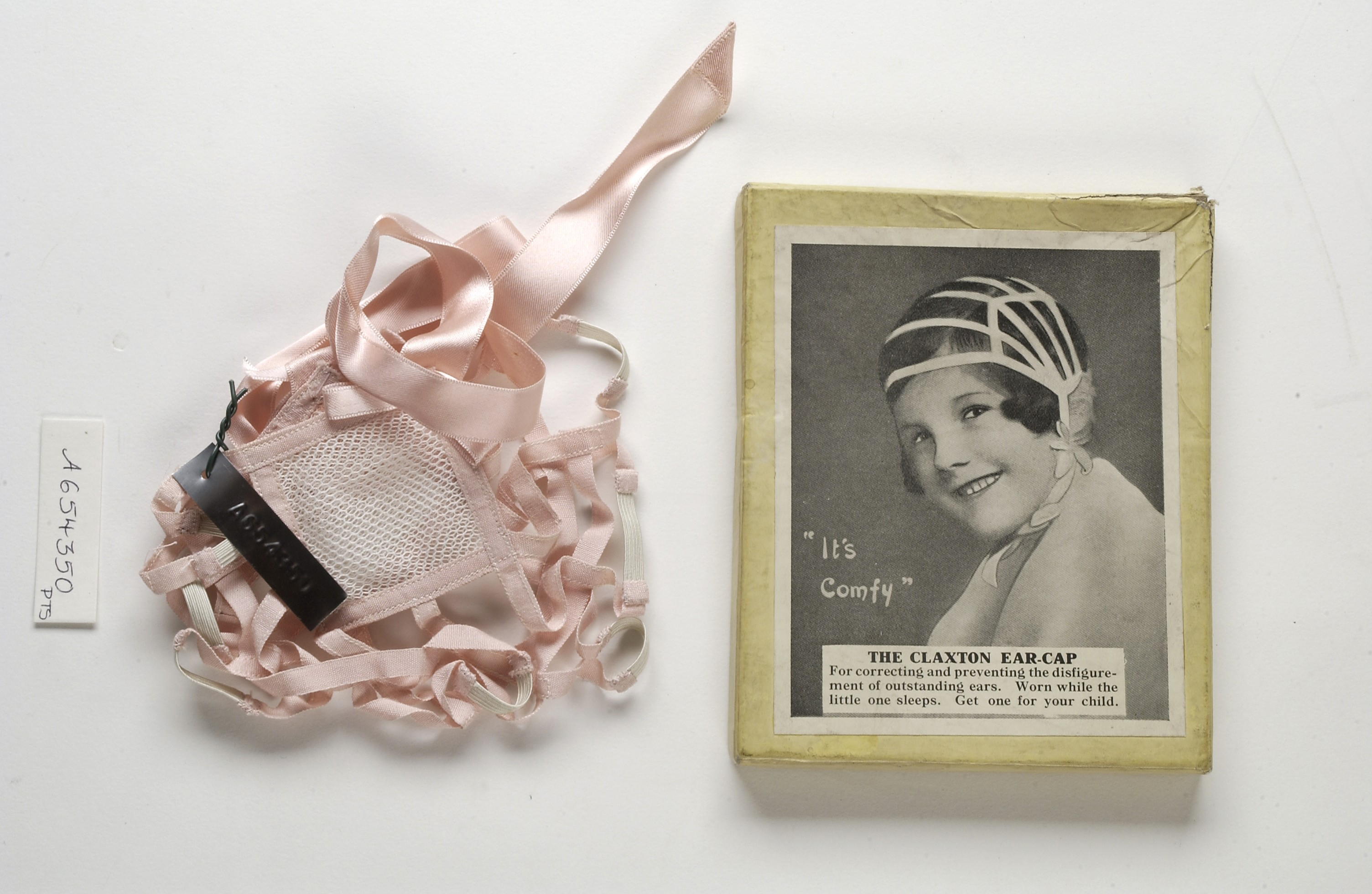
Patenteado 'Ear-cap' de Adelaide Claxton.

Em 1874, Claxton se casou com George Gordon Turner, um evento que efetivamente encerrou sua carreira como ilustradora. O casal se estabeleceu em Chiswick e teve um filho. Claxton voltou seu interesse para a invenção e, na década de 1890, várias patentes foram registradas sob o nome de casada de Adelaide Sophia Turner. Uma delas foi para uma "muleta nas axilas para apoios de cama e encostos de cadeiras". Outro foi para "tampões para orelhas de destaque" (ou seja, orelhas que se destacavam).